# Hexandioldiacrylat
1,6-Hexandioldiacrylat ist eine organisch-chemische Verbindung aus der Gruppe der Acrylsäureester. Der ungesättigte Ester findet beispielsweise Verwendung als Bestandteil von Tinten sowie in strahlungshärtbaren Beschichtungen (Lacken) als mehrfunktionelles Monomer (Reaktivverdünner).

## Gewinnung und Darstellung
1,6-Hexandioldiacrylat kann durch Veresterung von 1,6-Hexandiol mit Acrylsäure oder Acrylsäurechlorid gewonnen werden.

## Eigenschaften
Hexamethylendiacrylat ist eine  luftempfindliche farblose Flüssigkeit mit esterartigem Geruch, welche sehr schwer löslich in Wasser ist.

## Verwendung
Hexamethylendiacrylat wird als Reaktivverdünner bei der radikalischen Strahlenhärtung verwendet.

## Sicherheitshinweise
Es gibt Einzelbefunde bei Hexamethylendiacrylat mit einer nachgewiesenen Sensibilisierung sowie Hinweise auf eine hautirritierende Wirkung. Bei Ratten wurden Lähmungen und Ataxie sowie Störungen des Gleichgewichtssinns und eine Veränderung des Schlafrhythmus festgestellt.